# Ворт Тауншип (округ Батлер, Пенсільванія)
Ворт Тауншип (англ. Worth Township) — селище (англ. township) в США, в окрузі Батлер штату Пенсільванія. Населення — 1400 осіб (2020).

## Демографія
Згідно з переписом 2010 року, у селищі мешкало 1416 осіб у 620 домогосподарствах у складі 389 родин. Було 692 помешкання
Расовий склад населення:
| - 98,3 % — білих - 0,4 % — чорних або афроамериканців - 0,4 % — азіатів |

До двох чи більше рас належало 0,8 %. Частка іспаномовних становила 0,9 % від усіх жителів.
За віковим діапазоном населення розподілялося таким чином: 18,3 % — особи молодші 18 років, 69,6 % — особи у віці 18—64 років, 12,1 % — особи у віці 65 років та старші. Медіана віку мешканця становила 41,6 року. На 100 осіб жіночої статі у селищі припадало 107,0 чоловіків;  на 100 жінок у віці від 18 років та старших — 111,1 чоловіків також старших 18 років.
Середній дохід на одне домашнє господарство  становив 60 672 долари США (медіана — 47 366), а середній дохід на одну сім'ю — 73 024 долари (медіана — 62 917). Медіана доходів становила 50 089 доларів для чоловіків та 35 833 долари для жінок. За межею бідності перебувало 8,5 % осіб, у тому числі 7,5 % дітей у віці до 18 років та 6,0 % осіб у віці 65 років та старших.
Цивільне працевлаштоване населення становило 739 осіб. Основні галузі зайнятості: освіта, охорона здоров'я та соціальна допомога — 24,0 %, роздрібна торгівля — 15,6 %, мистецтво, розваги та відпочинок — 10,1 %, виробництво — 9,3 %.